# Панченко Олена Андріївна
Олена Андріївна Панченко (нар. 1915, село Комишуваха?, тепер Попаснянського району Луганської області — ?) — українська радянська діячка, бригадир свинарської ферми радгоспу «Забійник» Попаснянського району Ворошиловградської області, новатор сільськогосподарського виробництва. Герой Соціалістичної Праці (22.10.1949). Депутат Верховної Ради УРСР 3-го скликання.

## Біографія
Народилася у селянській родині. 
Трудову діяльність розпочала в 1930-х роках у свинарському радгоспу «Забійник» селища Комишуваха Попаснянського району Ворошиловградської області, де пропрацювала свинаркою, бригадиром свинарської ферми багато років.
У 1948 році виростила за рік від 42-х свиноматок по 25 поросят у середньому на свиноматку, при середній живій вазі поросяти у 2-х місячному віці 15,2 кілограми. За досягнуті успіхи в отриманні високої продуктивності тваринництва була удостоєна звання Героя Соціалістичної Праці.
Потім — на пенсії в селищі Комишуваха Попаснянського району Луганської області.

## Нагороди
- Герой Соціалістичної Праці (22.10.1949)
- два ордени Леніна (1948, 22.10.1949)
- медалі